# Макрей, Кармен
Ка́рмен Мерсе́дес Макре́й (англ. Carmen Mercedes McRae; 8 апреля 1920, Гарлем, Нью-Йорк — 10 ноября 1994, Беверли-Хиллз, Калифорния) — американская джазовая вокалистка и пианистка.

## Биография
Кармен Мерседес Макрей, американская джазовая вокалистка, пианистка и актриса, родилась 8 апреля 1922 года в Гарлеме, Нью-Йорк. 
Отец будущей звезды бибопа и cool-jazz’a был с Коста-Рики, а мать с Ямайки. 
С детства Кармен слушала музыку великих джазменов, таких как Луи Армстронг и Дюк Эллингтон, а в когда ей исполнилось восемь, родители смогли позволить себе покупку пианино и уроки для маленькой Кармен. 
Культурная атмосфера Гарлема, наполненная блюзом, так же оставила свой след в её творчестве, но, по собственному признанию Кармен, у неё не было специфического блюзового таланта.
В конце 1930-х годов она получила работу пианистки в известном гарлемском клубе Minton’s Playhouse. Важнее непосредственно работы и выступлений для неё была возможность познакомиться с множеством джаз-музыкантов, стать частью музыкального мира. В Minton’s Playhouse она встретила сонграйтера Ирен Уилсон, которая не только вдохновила Кармен на написание своих собственных песен, но и познакомила её с Билли Холидей. По признанию многих критиков и самой Кармен, именно Холидей оказала на неё наибольшее влияние. Одна из первых песен Кармен Макрей «Dream of Life», была записана Холидей в 1930 году.
Однако серьезных предложений она долгое время не получала, работая бэк-вокалисткой и секретарем в клубе. Лишь в 1944 году Кармен стала вокалисткой оркестра Бенни Картера, а первые записи сделала в качестве пианистки бэнда Мерсера Эллингтона в 1946 - 1947 годах.
Там же в Minton’s Playhouse она встретила своего первого мужа, известного барабанщика Кенни Кларка, одного из пионеров бибопа. Брак продлился всего три года и главное, что Кармен из него вынесла, это технику нового стиля, став одной из немногих бибоп вокалисток того времени.
Но хотя погружение в музыкальный мир для Кармен произошло в Нью-Йорке, настоящей школой жизни или даже выживания, для неё стали четыре года проведенные в Чикаго, куда она переехала в 1948 году с комиком и певцом Джорджем Кирби. Вскоре после переезда их отношения испортились и, что бы найти денег на жизнь, она четыре года непрерывно пела и играла на фортепиано в различных барах и ресторанах города. В интервью журналу Down Beat Кармен рассказала, что все началось с предложения от подруги петь в кафе за бесплатный обед.
В начале 1950-х годов она все же вернулась в Нью-Йорк, где опять выступала в Minton’s Playhouse, как с небольшими бэндами, так и аккомпанируя себе на фортепиано. Однако внимание звукозаписывающей компании она привлекла лишь после концерта в Бруклине, на котором присутствовал музыкальный продюсер Милт Габлер из компании Decca. В следующие 5 лет на этом лейбле вышло 12 альбомов Кармен.
Первый сольный лонг-плей вышел на лейбле Bethlehem в 1954 году.  По рассказу самой Кармен, владелец нового лейбла искал неизвестную молодую певицу, что послужило бы для него началом бизнеса. На каждой стороне вышедшей вскоре пластинки было по четыре песни, записанных с квартетами Мэта Метьюса на первой и Тони Скота на второй. Дебют оказался успешным: журнал Metronome назвал Кармен «Вокалисткой года», а Down Beat «Самой многообещающей молодой вокалисткой», хотя в 1954 году в этих номинациях хватало претендентов.
Серия альбомов, записанных в 1950-х годах показали разносторонность таланта Кармен. Стиль её пластинок варьировался между cool-jazz и би-бопом, а набор аккомпаниаторов от скромных трио, зачастую с ней самой, играющей на фортепиано, к примеру, в альбоме «By Special Request», до биг-бендов и целых оркестров, как на пластинках «Something to Swing About» и «Book of Ballads». Эти записи сделали её признанной звездой вокального джаза и послужили фундаментом в блестящей 40-летней карьере.
В конце 1950-х МакРей отметилась парой совместных альбомов с Сэмми Дэвисом младшим. Первый, «Boy Meets Girl», состоял из классических дуэтов, таких как «You’re the Top» и «Cheek to Cheek», а исполнение отличалось тонким балансом между зрелым шармом Кармен и игривой напыщенностью Сэмми.
Тогда же она впервые выступила на знаменитых джазовых фестивалях в Ньюпорте и Монтерее, на одной сцене с Эллой Фитцджеральд и Билли Холидей. Будучи близкой подругой Холидей, Кармен тяжело пережила её смерть в 1959 году,  но записанный вскоре альбом песен Холлидей, стал, по мнению многих лучшей её работой в 1960-х годах.
Следующим этапом её творчества было сотрудничество с пианистом Дэйвом Брубеком. С его квартетом Кармен записала несколько альбомов и много выступала. Самым запоминающимся номером стала «Take Five», написанная Полом Десмондом из квартета Брубека, и впервые представленная с текстом именно в исполнении Кармен. Кроме того Макрей участвовала в джаз-мьюзикле Брубека «The Real Ambassadors», где ей выдался случай поработать с кумиром её детства Луи Армстронгом.
Небольшая любительница гастролей, Кармен концертировала постоянно начиная с 1960-х годов. Она объехала всю Северную Америку, побывала с концертами в Европе и Японии. Будучи в Лондоне даже записала альбом «November Girl» с оркестром Кенни Кларка.
Вообще её открытость к совместной работе с коллегами музыкантами была заметной даже по меркам джаза: альбом латин-джаза «Heat wave» с Колом Чейдером, дуэт с пианистом Джорджем Шерингом и совместный концертный альбом с вокалисткой Бетти Картер, это только самые примечательные работы поздней Кармен.
Но все же лучшими её записями в 1980-е годы были трибьюты Саре Вон и Телониусу Монку. Альбом песен Монка стал настоящим украшением последних лет её карьеры.
Кармен всю жизнь была заядлой курильщицей; есть даже мнение, что из-за курения её голос значительно поменялся к концу жизни в сравнении с ранними записями. Курение, однако, не могло не сказаться на её здоровье. В мае 1991 года после очередного концерта в клубе Blue Note у неё возникли проблемы с дыханием, и, после этого случая, она прекратила выступления и уже не появлялась на публике. В октябре 1994 года у неё случился инсульт, от которого она так и не оправилась.
Хотя Кармен Макрей никогда не достигала таких высот популярности как Элла Фитцджеральд, Сара Вон или Билли Холидей, её всегда называли в их числе, вспоминая величайших джазовых вокалисток. Её любовь к импровизации и, отмеченное многими знакомыми, вдумчивое отношение к текстам даже старых классических песен, и, собственно её незабываемый голос, сделали её записи настоящей классикой женского вокала.

## Награды
| Награда                     | Год  | Категория                                               | Работа                                 | Результат | Ист.  |
| --------------------------- | ---- | ------------------------------------------------------- | -------------------------------------- | --------- | ----- |
| Грэмми                      | 1971 | Лучшее сольное джазовое исполнение                      | Carmen McRae                           | Номинация | [ 4 ] |
| Грэмми                      | 1977 | Лучшее джазовое вокальное исполнение                    | At the Great American Music Hall       | Номинация | [ 4 ] |
| Грэмми                      | 1984 | Лучший джазовый вокал                                   | You’re Lookin’ at Me                   | Номинация | [ 4 ] |
| Грэмми                      | 1987 | Лучшее джазовое вокальное исполнение среди женщин       | Any Old Time                           | Номинация | [ 4 ] |
| Грэмми                      | 1988 | Лучшее джазовое вокальное исполнение дуэтом или группой | The Carmen McRae — Betty Carter Duets  | Номинация | [ 4 ] |
| Грэмми                      | 1988 | Лучшее джазовое вокальное исполнение среди женщин       | Fine and Mellow: Live at Birdland West | Номинация | [ 4 ] |
| Грэмми                      | 1990 | Лучшее джазовое вокальное исполнение среди женщин       | Carmen Sings Monk                      | Номинация | [ 4 ] |
| For Soul & Blues Awards     | 1973 | Лучшая джазовая вокалистка                              | Лучшая джазовая вокалистка             | Номинация | [ 5 ] |
| Russian River Jazz Festival | 1984 | Jazznote Award                                          | Jazznote Award                         | Победа    | [ 6 ] |
| NAACP Image Awards          | 1993 | Hall of Fame Awards                                     | Hall of Fame Awards                    | Победа    | [ 7 ] |
| NAACP Image Awards          | 1999 | Лучший джазовый артист                                  | Dream of Life                          | Номинация | [ 8 ] |
| NEA Jazz Masters            | 1994 | National Endowment for the Arts                         | National Endowment for the Arts        | Победа    | [ 9 ] |

## Дискография
Студийные альбомы
- A Foggy Day with Carmen McRae (1953)
- Carmen McRae (1955)
- By Special Request (1956)
- Torchy! (1956)
- Blue Moon (1957)
- Boy Meets Girl (1957)
- After Glow (1957)
- Mad About the Man (1958)
- Carmen for Cool Ones (1958)
- Birds of a Feather (1958)
- Porgy and Bess (1959)
- Book of Ballads (1959)
- When You’re Away (1959)
- Something to Swing About (1960)
- Tonight Only! (1961)
- Carmen McRae Sings Lover Man and Other Billie Holiday Classics (1962)
- Something Wonderful (1963)
- Bittersweet (1964)
- Second to None (1964)
- Haven’t We Met? (1965)
- Alfie (1966)
- For Once in My Life (1967)
- Portrait of Carmen (1968)
- The Sound of Silence (1968)
- Just a Little Lovin’ (1970)
- Carmen (1972)
- It Takes a Whole Lot of Human Feeling (1973)
- Ms. Jazz (1974)
- I Am Music (1975)
- November Girl (1975)
- Can’t Hide Love (1976)
- I’m Coming Home Again (1980)
- Two for the Road (1980)
- Heat Wave (1982)
- You’re Lookin’ at Me (A Collection of Nat King Cole Songs) (1984)
- Any Old Time (1986)
- Carmen Sings Monk (1990)
- Sarah: Dedicated to You (1991)
- Dream of Life (1998)

## Фильмография
- 1956: The Square Jungle, камео[10]
- 1960: The Subterraneans, камео[11]
- 1967: Hotel, роль Кристин[12]
- 1986: Jo Jo Dancer, Your Life Is Calling, роль бабушки[13]

### Телевидение
- 1976: Soul
- 1976: Sammy and Company
- 1979: Carmen McRae in Concert
- 1979: Roots: The Next Generations, played Lila[14]
- 1980: From Jumpstreet
- 1981: At the Palace
- 1981: Billie Holiday. A Tribute
- 1982: L. A. Jazz